# Hugh Everett
Hugh Everett III (Washington, 11 november 1930 – McLean, Virginia, 19 juli 1982) was een Amerikaans natuurkundige. Hij is bekend door zijn veel-werelden-interpretatie van de kwantummechanica. Ontmoedigd door de negatieve reacties van andere natuurkundigen op zijn werk, verliet hij na zijn doctoraat de theoretische natuurkunde. Daarna werkte hij in de hoogtijdagen van de Koude Oorlog voor het Amerikaanse leger, waar hij onder meer onderzoek deed naar de gevolgen van het inzetten van kernwapens. Halverwege de jaren zestig  ontwikkelde hij een veralgemening van Lagrange-multiplicatoren, die hij in latere jaren als analist en consultant commercieel toepaste. Hij was getrouwd met Nancy Gore, en kreeg twee kinderen: Elizabeth Everett en Mark Oliver Everett, zanger van de muziekgroep Eels.

## Jeugdjaren
Everett groeide op in een voorstad van Washington. Everetts ouders scheidden toen hij nog heel jong was. In de eerste jaren na de scheiding werd hij door zijn moeder Katherine Lucille Everett-Kennedy opgevoed. Vanaf zijn zevende jaar namen zijn vader (Hugh Everett sr.) en stiefmoeder (Sarah Everett-Thrift) deze taak over. 
Everett won een halve beurs voor het St John's College, een particuliere militaire school in Washington. Na zijn afstuderen zette hij zijn opleiding voort aan de nabijgelegen Katholieke Universiteit van Amerika om daar chemische technologie te studeren. Terwijl hij daar studeerde, las hij over dianetica in het sciencefiction-tijdschrift Astounding Science Fiction. Hoewel hij nooit enige belangstelling heeft getoond voor scientology (die uit de dianetica voortkwam), behield hij zijn hele leven een zeker wantrouwen jegens de conventionele geneeskunde.
Tijdens de Tweede Wereldoorlog was zijn vader in Europa als luitenant-kolonel actief bij de generale staf. Na de oorlog werd Everetts vader in West-Duitsland gestationeerd. In 1949 bezocht Hugh hem daar. Hij nam een jaar vrij van zijn studie. Vader en zoon waren beiden enthousiaste fotografen en zij namen in West-Duitsland honderden foto's. Op deze foto's stonden bijna geen mensen. In dit jaar brachten vader en zoon Everett ook een bezoek aan Leipzig in de DDR.

## Studietijd
In 1953 studeerde hij aan de Katholieke Universiteit van Amerika af in de chemische technologie. Hij ontving vervolgens een fellowship van de National Science Foundation, wat hem in staat stelde om te studeren aan de Princeton-universiteit. Hij schreef zich op Princeton in aan de natuurkundige faculteit. Een groot deel van zijn eerste jaar bracht hij echter in Fine Hall door, waar hij aan het toen nieuwe gebied van de speltheorie werkte. ook volgt hij een inleidend college in de kwantummechanica bij Robert Dicke. Geleidelijk aan verlegde hij zijn aandacht naar de theoretische natuurkunde. 
In 1954 volgde hij het college, "Methoden van de wiskundige natuurkunde" bij Eugene Wigner. Daarnaast bleef hij echter ook actief op het gebied van de wiskunde. In het voorjaar van 1955 behaalde hij zijn Masterdiploma, waarna hij vervolgens aan zijn proefschrift begon te werken.  
Ergens in 1955 werd John Wheeler zijn nieuwe promotiebegeleider. Hij schreef een aantal korte artikelen over de kwantumtheorie. In april 1956 rondde hij een lang artikel met de titel Wave Mechanics Without Probability (Golfmechanica zonder kansberekening) af. Dit artikel zou later hertiteld worden tot de The Theory of the Universal wavefunction (de theorie van de universele golffunctie). Na enige vertraging verdedigde hij in het voorjaar van 1957 zijn proefschrift. Een kort artikel, een compromis tussen Everett en Wheeler over hoe het concept gepresenteerd moest worden en bijna identiek aan de finale versie van zijn proefschrift verscheen in juli 1957 in de Reviews of Modern Physics Vol 2 #3 pag. 454-462, vergezeld van een ondersteunende bespreking door Wheeler. De natuurkundige wereld nam er echter geen nota van. Everett had op dat moment de academische wereld al ingeruild voor consultancywerk voor het Pentagon (zie volgende paragraaf). 
Everetts proefschrift werd uitgetikt door zijn vriendin, Nancy Gore, met wie Everett in 1958 in het huwelijk trad.
In maart en april 1959 bezocht Everett, op aandringen van Wheeler, tijdens z'n vakantie met vrouw en kind Kopenhagen om daar Niels Bohr, de grondlegger en vader van de Kopenhaagse interpretatie van kwantummechanica, te ontmoeten. Het bezoek was een complete ramp. Everett was niet in staat om het kernidee van zijn veel-werelden interpretatie, dat het universum in theorie beschrijfbaar is door een objectief bestaande universe golffunctie, te communiceren; dit klonk Bohr en andere natuurkundigen in Kopenhagen als ketterij in de oren. De conceptuele kloof tussen de twee standpunten bleek simpelweg te groot om te overbruggen; Léon Rosenfeld, een van Bohrs medewerkers, zei over het bezoek dat Everett "onbeschrijfelijk dom was en niet in staat was ook maar de eenvoudigste dingen in de kwamtummechanica te begrijpen". Everett beschreef zijn ervaring later als "vanaf het begin gedoemd te mislukken".
In 1962 nam Everett een uitnodiging aan om de relatieve-kwantumtoestandformulering (zoals het toen nog heette) te bespreken op een conferentie over de grondslagen van de kwantummechanica, die gehouden zou worden aan de Xavier University van Cincinnati. Tijdens zijn uiteenzetting presenteerde Everett zijn afleiding van waarschijnlijkheid en stelde hij ook expliciet dat waarnemers in alle takken van de golffunctie even 'echt' waren. Hij stemde ook in met een opmerking uit de zaal dat het aantal takken van de universele golffunctie een overaftelbare oneindigheid was.

## Carrière in de defensieindustrie

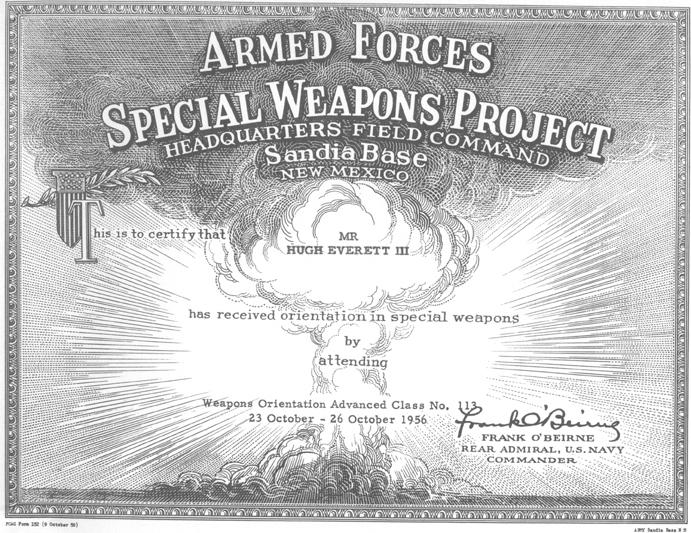
Everetts aanwezigheid betekende een overgang van de academische- naar de commerciële wereld

Na zijn afstuderen werd Everett in september 1956 uitgenodigd te gaan werken voor de door het Pentagon nieuw gevormde en door het Institute for Defense Analyses geleide Weapons Systems Evaluation Group (WSEG). Tussen 23 en 26 oktober 1956 woonde hij een wapenoriëntatiecursus bij, die werd georganiseerd door Sandia National Laboratories in Albuquerque, New Mexico. Hij maakte daar kennis met kernwapens en werd daar een fan van computermodellen. 
In 1957 werd hij benoemd tot directeur van de WSEG afdeling voor wis- en natuurwetenschappen. Na een korte pauze om zijn proefschrift over kwantumtheorie aan de universiteit van Princeton te verdedigen keerde Everett terug naar WSEG en hervatte daar zijn onderzoek. Veel daarvan wordt tot op dit moment nog steeds als geheim geclassificeerd. Het is bekend dat Everett aan verschillende studies in het kader van het Minuteman-raketproject werkte. Ook werkte hij mee aan een studie naar The Distribution and Effects of Fallout in Large Nuclear Weapon Campaigns (De verspreiding en effecten van fall-out in grote kernwapencampagnes).
Terwijl hij in maart en april 1959 in Kopenhagen verbleef startte hij in zijn hotelkamer werk aan een nieuw idee over het gebruik van veralgemeende Lagrange-multiplicatoren voor optimalisatiedoeleinden. Dit zou hem later financieel succes brengen.
In augustus 1964 startten Everett en diverse andere WSEG-collega's de Lambda Corporation. Deze organisatie, een denktank, stelde zich tot doel militaire modelbouwoplossingen toe te passen op verschillende civiele problemen. In de vroege jaren 1970 werden de defensiebudgetten als gevolg van de Vietnamoorlog sterk ingeperkt. Het meeste geld ging in deze fase van de Vietnamoorlog naar de operationele taken. Dit leidde ertoe dat Lambda uiteindelijk wordt geïncorporeerd door de General Research Corp.

## Carrière in de IT
In datzelfde jaar 1973 verliet Everett Lambda. Hij richtte vervolgens in Arlington, Virginia de DBS Corporation op. Dit IT-consultancybedrijf lijkt zich voornamelijk op statistische analyse gericht te hebben. Het lijkt erop dat Everett met plezier programmeerde. De resterende negen jaar van zijn leven bleef hij actief voor DBS. Samen met verschillende DBS-collega's, familie en vrienden richtte hij in die jaren ook de Monowave Corporation op.

## Latere erkenning
In 1970 schreef Bryce DeWitt een artikel over Everetts veel-werelden-interpretatie (toen nog relatieve kwantumtoestandtheorie genoemd) voor Physics Today. Hierop werd door een aantal natuurkundigen in briefvorm gereageerd. Deze brieven en DeWitts antwoorden op de geopperde technische bezwaren werden gepubliceerd. Ondertussen startte DeWitt, die in 1957 met Everett over de veel-werelden/relatieve kwantumtoestandstaat interpretatie van de kwantumtheorie had gecorrespondeerd, met het redigeren van een bloemlezing over de veel-werelden-interpretatie van de kwantummechanica. In aanvulling op de oorspronkelijke artikelen van Everett en Wheeler, werd de bloemlezing gedomineerd door de opneming er in van Everetts niet eerder gepubliceerde artikel uit 1956, "The Theory of the Universal Wavefunction" (De theorie van de universele golffunctie. Het boek werd laat in 1973 gepubliceerd en raakte al snel uitverkocht. Het duurde vervolgens niet lang voordat een artikel over Everetts werk in het sciencefictiontijdschrift, Analog verscheen.
In 1977 werd Everett uitgenodigd om een toespraak te houden op een conferentie, die door Wheeler was georganiseerd op zijn nieuwe werkplek, de Universiteit van Texas in Austin. Net als tijdens zijn reis naar Kopenhagen nam Everett vakantie op en reisde hij met zijn hele gezin naar Austin. Everett ontmoette Bryce DeWitt daar voor de eerste en enige keer. Everett zijn voordracht werd zeer goed ontvangen en beïnvloedde een aantal natuurkundigen in het publiek, waaronder ook Wheelers promovendus, David Deutsch, die de veel-werelden-interpretatie later onder de aandacht van een veel breder publiek zou brengen. Everett, die "nooit wankelde in zijn geloof in zijn veel-werelden-theorie" genoot van de presentatie (dit was de eerste keer sinds jaren dat hij in het openbaar over zijn werk in de kwantummechanica sprak). Wheeler startte het proces om Everett te laten terugkeren in een natuurkundige carrière, maar dat kwam er uiteindelijk niet van. Hoewel Wheeler blij was de ideeën van Everetts onder de aandacht van een breder publiek te brengen, stoorde hij zich er aan dat zijn naam aan de ideeën van Everetts begon te kleven. Na de dood van Everett heeft Wheeler formeel afstand genomen van de veel-werelden-interpretatie van de kwantummechanica.

## Dood en nalatenschap
Everett stierf op 51-jarige leeftijd in de nacht van 18 op 19 juli 1982 in zijn eigen bed aan de gevolgen van een hartinfarct. Het feit dat Everett te zwaar was, hij zwaar dronk en daarnaast ook kettingrookte heeft met een grote mate van waarschijnlijkheid bijgedragen aan zijn dood. Als overtuigd atheïst had hij eens opgemerkt dat zijn stoffelijke resten, als het zover kwam, wel met het vuilnis konden worden meegegeven. Nadat zijn vrouw zijn as een aantal jaren in een urn heeft bewaard. heeft zij dit inderdaad gedaan.
Everetts dochter, Elizabeth, raakte op jonge leeftijd aan de drugs. Later leed zij aan manische depressiviteit. In 1996 pleegde zij, nog net geen veertig, zelfmoord. In haar afscheidsbrief zei zij dat ze naar een parallel universum ging, waar zij verenigd wilde worden met haar vader. In 1998 stierf Everetts weduwe aan kanker. Het enige overlevende gezinslid, Everetts zoon, Mark Everett, die beter bekend is onder zijn pseudoniem "E", is de zanger van de indierockband Eels. Het album van de Eels, Electro-Shock Blues, dat tijdens deze periode werd geschreven is een reflectie op de overlijdens van zijn moeder en zuster. 
In de een uur durende BBC documentaire Parallel Worlds, Parallel Lives verkent Mark Everett het werk van zijn vader. Het programma werd in de VS in oktober 2008 als onderdeel van de PBS Nova-serie getoond.

## Voetnoten
1. ↑  Fabio Freitas, Os estados relativos de Hugh Everett III: uma análise histórica e conceitual. Programa de Pós-Graducação em Ensino, Filosofia e História das Ciências. 2007
2. ↑  Mark Oliver Everett, Things the Grandchildren Should Know, ISBN 978-0-316-02787-8
3. ↑  Eugene Shikhovtsev, Biographical sketch van Hugh Everett, III, Biografie van Everett door Eugene Shikhovtsev (wordt beheerd door Max Tegmark). Gearchiveerd op 19 april 2023.
4. 1 2  Stefano Osnaghi, Fabio Freitas, Olival Freire Jr, The Origin of the Everettian Heresy, Studies in History and Philosophy of Modern Physics 40(2009)97–123
5. ↑  Hugh Everett III en George E.Pugh, "De verspreiding en effecten van fall-out in grote kernwapencampagnes", in Biological and Environment Effects of Nuclear War (biologische en milieu-effecten van een kernoorlog), hoorzittingen voor de speciale subcommissie voor straling van de Joint Congressional Committee on Atomic Energy (congrescommissie voor atoomenergie), 22-26 juni 1959, Washington, D.C., U.S. Government Printing Office, 1959.
6. ↑  Cf. Lezing uit 1962 door Dr. Linus Pauling ter gelegenheid van de Nobelprijs voor de Vrede (en herdrukt in Vrede door Frederick W. Haberman, Irwin Abrams, Tore Frängsmyr, Nobelstiftelsen, Nobelstiftelsen (Stockholm), gepubliceerd door World Scientific, 1997 ISBN 9810234163), uitgesproken op 11 december 1963, waarin hij het werk van Pugh en Everett over de risico's van nucleaire proliferatie noemde en zelfs citeerde uit hun rapport uit 1959. Pauling zei: "Dit is een kleine nucleaire aanval, waarbij gebruik wordt gemaakt van ongeveer een procent van het bestaande kernwapenarsenaal."
Een grote nucleaire oorlog zou misschien wel een tiende van de geschatte kernwapenvoorraden, een totaal van 30.000 megaton, afleveren en laten exploderen boven de dichtbevolkte gebieden van de Verenigde Staten, de Sovjet-Unie en de andere grote Europese landen. De studies van Hugh Everett en George E. Pugh [21], van de WSED, Institute of Defense Analyse, Washington, D.C., rapporteerden in de 1959 hoorzittingen voor het speciale subcomittee over straling, laten ons toe een schatting te maken van het aantal slachtoffers van zo'n. Deze schatting luidt dat zestig dagen na de dag, waarop de oorlog wilde worden gevoerd, 720 miljoen van de 800 miljoen mensen in deze landen dood zou zijn, zestig miljoen zou nog wel in leven, maar ernstig gewond zijn en er zouden ongeveer twintig miljoen overlevenden zijn. Het lot van de overlevenden laat zich raden door de volgende verklaring van Everett en Pugh: "Ten slotte moet erop gewezen worden dat het totaal aantal slachtoffers na zestig dagen niet indicatief hoeft te zijn voor het uiteindelijke aantal slachtoffers. Zulke vertragende effecten als de desorganisatie van de samenleving, de ontwrichting van alle communicatie, het sterven van alle levende have, genetische schade en de trage ontwikkeling van stralingsziekte als gevolg van het binnenkrijgen van radioactieve materialen kan de uiteindelijke tol nog aanzienlijk doen stijgen.'..."
7. ↑  Peter Byrne The Many Worlds of Hugh Everett III: Multiple Universes, Mutual Assured Destruction, and the Meltdown of a Nuclear Family (De veel-werelden-interpretatie van Hugh Everett III: vele universa, wederzijds verzekerde vernietiging en de ineenstorting van een kerngezin, ISBN 978-0199552276
8. ↑  Last night TV: Parallel Worlds, Parallel Lives, Nancy Banks-Smith, Guardian blog, 27 november 2007.
9. ↑  Parallel Worlds, Parallel Lives BBC Four documentary about Eels founder Mark Everett and his father, Band Weblogs, 16 November 2007.
10. ↑  "Parallel Worlds, Parallel Lives", BBC Press Release
11. ↑  "Parallel Worlds, Parallel Lives", BBC iPlayer
12. ↑  Parallel Worlds, Parallel Lives", Public Broadcasting Service Nova tv-programma, oktober 2008. Gearchiveerd op 14 januari 2023.
13. ↑  Healy, Pat, "‘Nova’ came for his soul: Eels front man on the healing power of a science doc about his dad" ("'Nova' kwam voor zijn ziel: Eels-frontman over de genezende kracht van een wetenschapsdocumentaire over zijn vader"), Metro 21 oktober 2008.
14. ↑  Hugh Everett: nieuwe film behandelt de "veel werelden" theorie van de kwantummechanica 60 seconden wetenschap, Scientific American blog, door Jordan Lite en George Musser. Gearchiveerd op 21 oktober 2012.